# 王继崇
王继崇，光州固始县（今河南省固始县）人，五代十国時期閩國缔造者王潮、王审知的侄孙，王審邽的孙子，王延彬的儿子。
后唐明宗长兴元年（930年）闽王王延钧墨敕任命王继崇权判泉州事，长兴三年（932年）加检校司空。龙启元年（933年），王延钧称帝，王继崇加检校太保，封琅琊县开国男。